# كأس الخليج العربي 11
أقيمت بطولة كأس الخليج الحادية عشر في دولة قطر، من تاريخ 27 نوفمبر 1992 إلى 10 ديسمبر 1992، وقد استبعد منتخب العراق لكرة القدم من المشاركة بعد أن غزت دولة العراق الكويت في عام 1990، وقد أقيمت جميع المباريات على استاد خليفه في مدينة الدوحة.
و قد فاز بلقب هذه البطولة منتخب قطر لكرة القدم، وهي المرة الأول التي يفوز فيها منتخب آخر غير منتخب الكويت لكرة القدم أو منتخب العراق لكرة القدم، وحصل على لقب هداف البطولة اللاعب القطري مبارك مصطفى برصيد ثلاثة أهداف، وحصل على جائزة أفضل لاعب في البطولة القطري مبارك مصطفى، وحصل على جائزة أفضل حارس في البطولة البحريني حمود سلطان.

## الفرق المشاركة
- قطر (الدولة المستضيفة)
- الكويت (حامل اللقب)
- الإمارات العربية المتحدة
- البحرين
- عمان
- السعودية

## المباريات
| قطر                               | 0:2 | عمان |
| --------------------------------- | --- | ---- |
| مبارك مصطفى ضربة جزاء مبارك مصطفى |     |      |

.
| الكويت                  | 0:2 | الإمارات |
| ----------------------- | --- | -------- |
| علي مروي عبد الله وبران |     |          |

.
| البحرين                        | 1:2 | السعودية   |
| ------------------------------ | --- | ---------- |
| عبد الرزاق محمد أحمد عبدالأمير |     | حمزة ادريس |

.
| الكويت                   | 1:2 | عمان       |
| ------------------------ | --- | ---------- |
| جاسم الهويدي وائل سليمان |     | سيف الحبشي |

.
| قطر          | 0:1 | البحرين |
| ------------ | --- | ------- |
| زامل الكواري |     |         |

.
| الإمارات           | 0:1 | السعودية |
| ------------------ | --- | -------- |
| عبد الرزاق إبراهيم |     |          |

.
| قطر                                         | 0:4 | الكويت |
| ------------------------------------------- | --- | ------ |
| محمود صوفي مبارك مصطفى عادل الملا عادل خميس |     |        |

.
| الإمارات           | 0:2 | البحرين |
| ------------------ | --- | ------- |
| علي ثاني زهير بخيت |     |         |

.
| السعودية              | 0:2 | عمان |
| --------------------- | --- | ---- |
| فهد الغشيان خالد مسعد |     |      |

.
| السعودية             | 1:2 | الكويت   |
| -------------------- | --- | -------- |
| فهد المهلل خالد مسعد |     | علي مروي |

.
| قطر        | 0:1 | الإمارات |
| ---------- | --- | -------- |
| محمود صوفي |     |          |

.
| البحرين                              | 0:3 | عمان |
| ------------------------------------ | --- | ---- |
| إبراهيم عيسى أحمد حسن أحمد عبدالأمير |     |      |

.
| الإمارات     | 0:1 | عمان |
| ------------ | --- | ---- |
| خالد إسماعيل |     |      |

.
| البحرين       | 0:1 | الكويت |
| ------------- | --- | ------ |
| سمير عبد الله |     |        |

.
| السعودية      | 0:1 | قطر |
| ------------- | --- | --- |
| سعيد العويران |     |     |

.

## المصدر
الموقع الرسمي لكأس الخليج  نسخة محفوظة 17 يونيو 2018 على موقع واي باك مشين.